# أيرين لودر
أيرين لودر زينترهوفر (بالإنجليزية: Aerin Lauder Zinterhofer) هي سيدة أعمال مليارديرة ووريثة أمريكية ولدت في سنة 1970 وهي ابنة الملياردير الأمريكي رونالد لودر وعضوة في شركات إيستي لودر، بلغت ثروتها 1.85 مليار دولار أمريكي في عام 2015.